# Blastocladiella novae-zelandiae
Blastocladiella novae-zelandiae är en svampart som beskrevs av Karling 1968. Blastocladiella novae-zelandiae ingår i släktet Blastocladiella och familjen Blastocladiaceae.   Inga underarter finns listade i Catalogue of Life.